# Et Skud i rette Tid
Et Skud i rette Tid er en dansk dramafilm fra 1910 produceret af Nordisk Films Kompagni. Filmens instruktør er ukendt. 
Filmen blev i engelsksprogede lande distribueret som Saved by a shot.

## Handling
Slangekongen Jenkins' smukke datter Gaby bliver hvirvlet ind i et trekantsdrama, da hendes fars medhjælper French forsøger at forgive den unge ingeniør Ned Seamann med slangegift.